# Kościół Matki Boskiej Częstochowskiej w Górkach
Kościół Matki Boskiej Częstochowskiej w Górkach – zabytkowy  kościół filialny z XIII wieku, położony w Górkach, w województwie zachodniopomorskim, w powiecie kamieńskim, w gminie Kamień Pomorski. Wpisany jest do rejestru zabytków pod numerem 239 z 22.10.1957.

## Opis

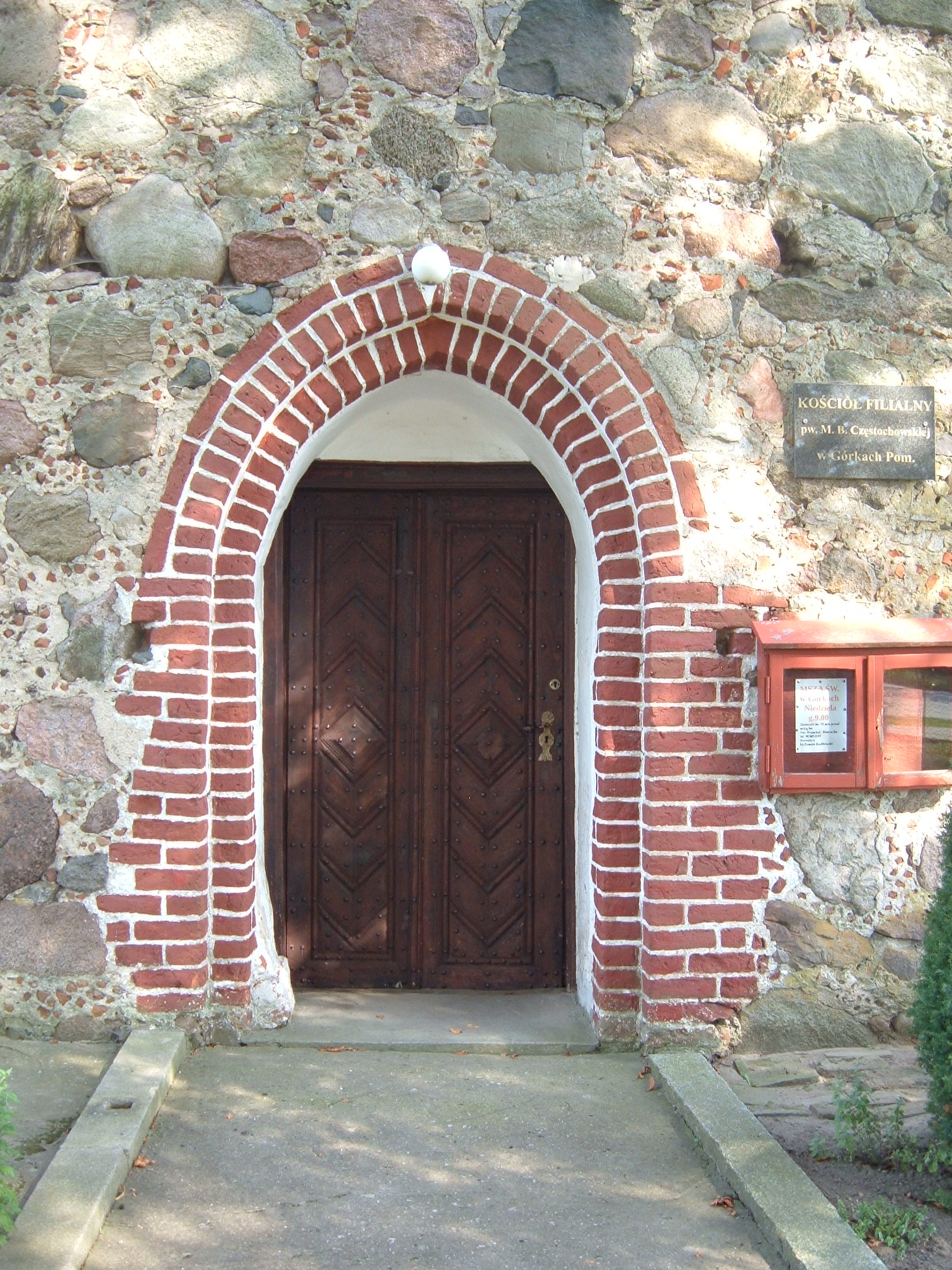
Portal

Kościół zbudowany jest z ciosów kamiennych wypełnionych współcześnie cegłą. Jest to kościół jednonawowy przykryty dachem dwuspadowym pokrytym blachą. Ściany wnętrza są otynkowane, a od dołu jest drewniana lamperia. Sufit stanowi drewniany płaski strop. Nad wejściem wznosi się niewielka empora. 
Na ołtarz składa się mensa z wizerunkiem baranka, mównica z przedstawioną gołębicą, jako duchem świętym i obrazem Matki Boskiej Częstochowskiej. W ścianie ukryte jest tabernakulum z przedstawieniem Ostatniej wieczerzy.

## Historia
Kościół zbudowany został w XIII wieku. Pierwsza wzmianka o księdzu pracującym w tym kościele pochodzi z roku 1369. Na przełomie XVII i XVIII wieku dobudowano wieżę. Została ona odnowiona w roku 1922, a po II wojnie światowej rozebrana. 
Od powstania do roku 1594 obiekt był katolickim kościołem filialnym, później ewangelickim. W czasach powojennych kościół służył krótko jako magazyn, a później stał zdewastowany. Dzięki staraniom księdza Romana Kostynowicza budynek został odratowany i 17 grudnia 1961 roku poświęcony.